# Santa Giovanna Antida Thouret

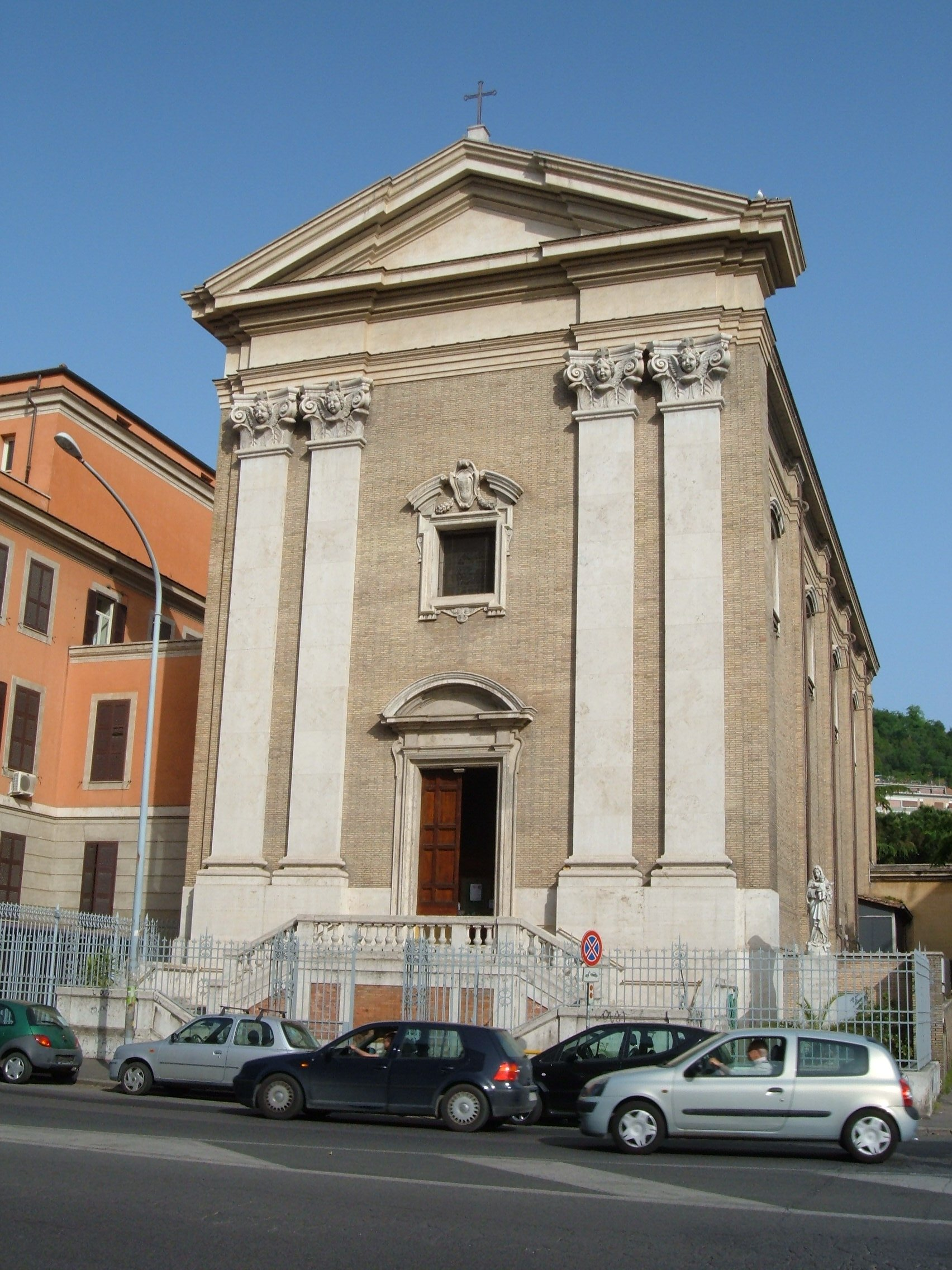
Außenansicht

Santa Giovanna Antida Thouret delle Suore della Carità ist eine Pfarr- und Titelkirche aus dem 20. Jahrhundert im Norden Roms, die der Heiligen Jeanne-Antide Thouret (1765–1826) gewidmet ist. Sie liegt im Quartier Della Vittoria. 

## Geschichte
Die Kirche wurde 1940 nach einem Entwurf von Guglielmo Palombi erbaut. Sie ist aus rosa Backstein im neobarocken Stil errichtet. Sie steht unter der Obhut der Sisters of Divine Charity und die Generalkurie des Ordens grenzt an die Kirche an. Sie ist nach ihrer Gründerin, der französischen Nonne Saint Jeanne-Antide Thouret, benannt. Sie darf nicht mit der gleichnamigen Chiesa Parrocchiale di Santa Giovanna Antida Thouret in der Via Roberto Ferruzzi verwechselt werden.
Am 7. Dezember 2024 erhob Papst Franziskus in den Rang einer Titelkirche, die Dominique Mathieu, dem Erzbischof von Teheran.

## Orgel
In der Kirche befindet sich die 1966 erbaute Pfeifenorgel Mascioni opus 874, ausgestattet mit 15 Registern auf zwei Manualen und Pedal.
| I – Grand’Organo |    |
| Principale       | 8’ |
| Flauto           | 8’ |
| Dulciana         | 8’ |
| Ottava           | 4’ |
| Decimaquinta     | 2’ |
| Ripieno 5 file   | 2’ |

| II – Espressivo |        |
| Bordone         | 8’     |
| Viola dolce     | 8’     |
| Flauto          | 4’     |
| Nazardo         | 2 ⁄3 ’ |
| Silvestre       | 2’     |
| Voce celeste    | 8’     |

| Pedale   |     |
| Subbasso | 16’ |
| Bordone  | 8’  |
| Flauto   | 4’  |